# Ludwig Nussbichler
Ludwig Nussbichler (* 11. Januar 1963 in Adlwang, Oberösterreich) ist ein österreichischer Komponist und Musikschuldirektor des Musikums der Stadt Salzburg.

## Leben
Ludwig Nussbichler studierte von 1973 bis 1982 an der Rheintalischen Musikschule Lustenau Gitarre und Klavier, ab 1982 Französisch an der Universität Salzburg sowie Musikpädagogik und Instrumentalpädagogik an der Universität Mozarteum. Nach Erhalt seines Diploms für das Lehramt in Musikpädagogik und Französisch im Jahr 1988 und dem Abschluss des Studiums mit ausgezeichnetem Erfolg nahm er eine Lehrtätigkeit am Musikum Salzburg auf. Ab dem Jahr 1989 studierte er Komposition und Musiktheorie am Mozarteum, u. a. bei Gerhard Wimberger und Hans-Jürgen von Bose. Im Jahr 1996 besuchte er die Meisterklasse in Komposition der Internationalen Sommerakademie Mozarteum Salzburg bei Friedrich Cerha. Im Jahr 2000 erhielt er sein Diplom im Studienzweig Musiktheorie und Komposition mit ausgezeichnetem Erfolg.
Seit dem Jahr 1999 leitet er als Musikschuldirektor das Musikum der Stadt Salzburg, im Jahr 2006 wurde er als künstlerischer Leiter des Festivals Aspekte Salzburg berufen. Daneben ist er weiterhin Lehrer am Musikum in den Fächern Komposition, Musiktheorie und Gitarre. Des Weiteren ist er Direktor der Bundeslandsektion Salzburg beim Österreichischen Komponistenbund.
Seit 2015 unterrichtet Ludwig Nussbichler Improvisation und Komposition am Salzburg Pre-College der Universität Mozarteum Salzburg. Er lebt derzeit in Salzburg und in Paphos auf Zypern.

## Auszeichnungen
- 1994: Komponistenförderung der Österreichischen Kammersymphoniker
- 1996: Jahresstipendium für Komposition der Salzburger Landesregierung
- 1996: Franz-Kossak-Preis des Mozarteum Salzburg
- 1997: Staatsstipendium der Republik Österreich[2]
- 2007: Preis für Kinder- und Jugendprojekte des Kulturfonds der Stadt Salzburg für sein Singspiel Der Zauberspiegel[7]

## Werke (Auswahl)
Ludwig Nussbichler schrieb zahlreiche Auftragswerke, u. a. für den ORF, den Musikverein Wien, die Internationale Stiftung Mozarteum und das Hilliard Ensemble. Zudem ist er Initiator des Projektes AspekteSPIELRÄUME, welches während des Festivals Aspekte mit der Vermittlung von Neuer Musik speziell für junge Menschen und Kinder eine besondere Rolle spielt. 2005 beteiligte er sich an der Viva!MOZART-Suite, ein von der Salzburger Landesregierung in Auftrag gegebenes und von acht Komponisten geschaffenes Orchesterwerk zu Ehren Wolfgang Amadeus Mozarts. Außerhalb Österreichs wurden seine Werke bislang in Deutschland, Großbritannien, Russland, Japan und den USA aufgeführt.

„Ich sehe eine eigene Werkcharakterisierung aufgrund der fehlenden Objektivität a priori zum Scheitern verurteilt, vor allem bei einer Musik, die zwar versucht, sich scheinbar deutlich zu artikulieren, die sich jedoch tatsächlich nicht konkret fassen läßt. Sicher ist, daß meine Musik auf der einen Seite von der Tradition der Zweiten Wiener Schule geprägt ist, auf der anderen Seite Einflüsse der französischen Tradition (Jehan Alain, Henri Dutilleux, Olivier Messiaen) spürbar sind. Wesentliche Einflüsse haben jedoch eine Unzahl neuerer Werke von Morton Feldman, Pierre Boulez, George Crumb, George Benjamin, um nur einige zu nennen.“

- Stille Lieder – für Sopran, Altflöte und Klavier nach Gedichten von Georg Trakl[10]
- „In den kleinen Städten“ – Musik zum Film[10]
- Koltès – eine Collage – Bühnenmusik[10]
- Libussa – Quintett für zwei Violinen, Oboe, Viola und Violoncello[10]
- An die Nacht – Solo für Altflöte (1986)[10]
- wenn sterne schweigen... – für Schlagwerk (2 Spieler) (1993)[10]
- Quintett für Bläser – Besetzung: Flöte (auch Altflöte), Oboe, Klarinette, Fagott und Horn (1993)[10]
- Phantasmagoria – Solo für Klavier (1994)[10]
- Konfrontationen – für Kammerensemble (1994)[10]
- Schattenspiele II – Palimpsest – für Kammerorchester und Chor (1996)[10]
- „Alles Walzer“ – Musik zum Kurzfilm, Regie: Frank Soiron (1996)[10]
- Schattenspiele I – Prolog – für großes Orchester (1996/1997)[10]
- Correspondances des nuits – Madrigal für vier Stimmen (1998)[10]
- Schattenspiele III – moving pictures – für Kammerorchester (1998)[10]
- ENDYMION – Traumbildfragmente I für Kammerorchester (2001)[10]
- EKLIPSE – Traumbildfragmente II – für großes Orchester (2003)[10]
- Traumbildfragmente III – für Klavier und Violine (2003)[10]
- Il primo angelo – Traumbildfragmente V (2004)[10]
- InSight7 – für Ensemble (2005)[10]
- Der Zauberspiegel – Singspiel für Kinder und Marionetten nach Texten von Friedrich Glasl (2006)[10]